# Christof Jung
Christof Jung (* 31. Januar 1939 in Rüsselsheim; † 8. Mai 2017 in Nieder-Olm) war ein deutscher Buchhändler, Abenteurer und Flamenco-Experte, der vor allem durch seine Fachbeiträge über den Cante Flamenco bekannt ist.

## Leben
Christof Jung wuchs mit sechs Geschwistern in Rüsselsheim auf; das Kriegsende erlebte er in Limburg bei Verwandten, nachdem die Mutter und vier der Geschwister, darunter Christof, in Rüsselsheim bei einem Bombenangriff verschüttet und gerettet worden waren. Früh fiel seine Sprachbegabung auf, er machte die Mittlere Reife und verdiente sich sein erstes Geld auf dem Bau. „Seine Liebe gehörte aber der Literatur und fernen Ländern. Meist per Anhalter zog es ihn in die Ferne, wann immer er Zeit zum Reisen hatte.“ In Wiesbaden machte er eine Buchhandelslehre, nach dem Abschluss ging er nach Barcelona, wo er Anstellung in einer Buchhandlung fand. Nachdem er die Sprache erlernt hatte, ging er zwei Jahre später nach Paris, fand eine Anstellung in einer Buchhandlung am linken Ufer der Seine und vervollkommnete seine Französischkenntnisse an der Alliance française, wobei er seine spätere Frau Elke, eine Studentin aus Hamburg, kennenlernte, mit der er zwei Kinder bekam. Nach der Rückkehr wurde er Filialleiter bei Montanus in Mainz, eröffnete aber bald seine eigene Buchhandlung in Bahnhofsnähe, die er vierzig Jahre lang betrieb: „Hier machte er sich schnell einen Namen durch ein ungewöhnliches Sortiment, er hielt nämlich vor allem die Literatur vorrätig, die ihn selbst fesselte und beschäftigte; und da er auch ein Kenner von Klassik und Folklore war, bot er auch entsprechende Tonträger an. Bei ihm bekam man seltene, vor allem spanische, aber auch französische Aufnahmen; seine Verbindungen machten es möglich.“

## Fachautor für Gitanos und Sephardim
Schon als Jugendlichen hatten ihn viele seiner Reisen zu den Gitanos (Zigeunern) in Jerez geführt. Den Dialekt der spanischen Zigeuner hatte er bereits erlernt, als er seit Ende der 1950er Jahre mit Handwerkern und Händlern in Jerez bekannt wurde, von denen einige später bekannte Interpreten des Cante Flamenco wurden. Auf diesem Gebiet wurde Jung ein anerkannter Experte; er veröffentlichte Bücher und Fachbeiträge darüber. Gemeinsam mit dem in Mainz lebenden Flamenco-Gitarristen Manolo Lohnes, der dort auch ein Flamenco-Studio betreibt, zeichnete er seit 1970 einige Jahre lang für verschiedene bibliophile Veröffentlichungen wie „Nanas. Wiegenlieder aus Spanien.“, „Rejelendres Calós. Sprichwörter spanischer Zigeuner.“ oder „Die Interpreten des Cante Flamenco.“ verantwortlich.
Lange, bevor der Flamenco in Deutschland fachlich thematisiert wurde, schrieb Jung bereits darüber, wie zum Beispiel über den wohl stimmgewaltigsten Interpreten des Cante Flamenco, Manuel Agujetas, mit dem ihn eine lebenslange Freundschaft verband:

„Urplötzlich fängt er dann an, "por Martinetes" zu singen, eine Martinete nach der anderen. Bei den schwierigen Partien schwellen seine Halsadern. Immer mehr steigert er sich in einen ekstatischen Zustand hinein, "singt sich tief hinunter" (muy jondo) – seine Kraftreserven scheinen unerschöpflich [...] Vom Unglück, als Gitano in diese Welt hineingeboren zu sein, klagt sein Lied, vom uralten Leid seines Volkes, das in Schmutz und Elend lebt. Sein Gesang ist voller Trauer, hat eine ungeheure expressive Kraft, ist rein und archaisch; ohne Tricks, ohne akrobatische Schnörkel, Schluchzer und langgezogene "Aayys" Nein, sein Schrei ist kurz – aber er verwundet wie ein Ätzbrand. [...] Viele große Cantaores habe ich schon in Spanien gehört, doch keiner von ihnen war fähig, drei oder vier Martinetes hintereinander zu singen. Manuel aber singt sie nun schon seit Stunden – es ist unbegreiflich! Nach dieser einmaligen Darbietung wagte es keiner der Anwesenden mehr, an diesem Abend zu singen.“

Noch im hohen Alter wurde Jung einmal als Experte zu einem Flamenco-Konzert des Westdeutschen Rundfunks eingeladen, als seine Freunde aus Jerez im Rundfunkhaus spielten. Die Anwesenden staunten, als der Mainzer Buchhändler mit ihnen in ihrer eigenen Mundart sprach: Auch nach vielen Jahren beherrschte er sie immer noch. Eine weitere Liebhaberei war die Sahara. Sein reiches Angebot an Spezialliteratur von algerischen Schriftstellern oder über die sterbende Nomadenkultur der Tuareg, für die er sich sehr engagierte, zeugte von zahlreichen Reisen „in die Stille der Sahara“. Mehrmals zog er mit den Tuareg auf einem eigenen Kamel durch die Wüste. Jung war zudem ein ausgesprochener Kenner der jüdischen Geschichte. Vor allem faszinierte ihn diejenige der aus Spanien vertriebenen sephardischen Juden. Im Ruhestand arbeitete er an einem umfangreichen Buch über die Sephardim in Saloniki, in dem es vor allem um deren spezielle altertümliche spanische Sprache und Kultur gehen sollte, die mit dem Zweiten Weltkrieg unterging. Das Buch konnte er krankheitsbedingt nicht mehr druckfertig machen; nur ein Auszug, „Jüdische Sprichwörter aus Saloniki“, war 2002 als bibliophiles Heft vorab erschienen. Ende 2002 machte Christof Jung den Mainzer Literaturwissenschaftler Andreas Wittbrodt auf die bis dahin nur in einem Privatdruck von zwölf Gedichten veröffentlichten Haikus von Josef Guggenmos aufmerksam. Wittbrodt kümmerte sich darauf mit Stefan Wolfschütz um die posthume Herausgabe der Haikus von Guggenmos.

## Veröffentlichungen (Auswahl)
- Memento flamenco. München: Rainer Görlitz 1968. [Fünf von Jung übersetzte Lieder daraus online in: A. M. Dauer : „Südwest-Europa, Andalusien. Flamenco gitano.“ – Encyclopedia Cinematographica (Ed.: G. Wolf) Göttingen: Institut für den Wissenschaftlichen Film 1971, 20–24.]
- Nanas. Wiegenlieder aus Spanien. Mainz: Flamenco Studio 1970, 1976²
- Flamenco-Lieder. Ausgewählt, übersetzt und eingeleitet von Christof Jung. Jakob Hegnerm Köln 1970.
- Rejelendres Calós. Sprichwörter spanischer Zigeuner. Flamenco Studio, Mainz 1971.
- Wortliste des Dialekts der spanischen Zigeuner. Caló – spanisch – deutsch. Flamenco Studio, Mainz 1972.
- Die Interpreten des Cante Flamenco. Flamenco Studio, Mainz 1974.
- „Zigeuner-Sprichwörter.“ – Michael D. Reinhard [Hg.]: Mitteilungen zur Zigeunerkunde. Nr. 1. S. Eberwein-Feik, Mömbris-Dörnsteinbach 1975, S. 8–10.
- „Cante Flamenco“ – Claus Schreiner [Hg.]: Flamenco: gitano-andaluz. Frankfurt: Fischer 1985, 64–101. ISBN 3-596-22994-4. (Englisch: Claus Schreiner [ed.]: Flamenco. Gypsy Dance and Music from Andalusia. Pompton Plains NJ 1990, 57–87. ISBN 1-57467-013-1.)
- Kein Sprichwort das lügt. Jüdische Sprichwörter aus Saloniki. Judenspanisch und Deutsch. Zenos, Segnitz 2002.